# Pierre Overney

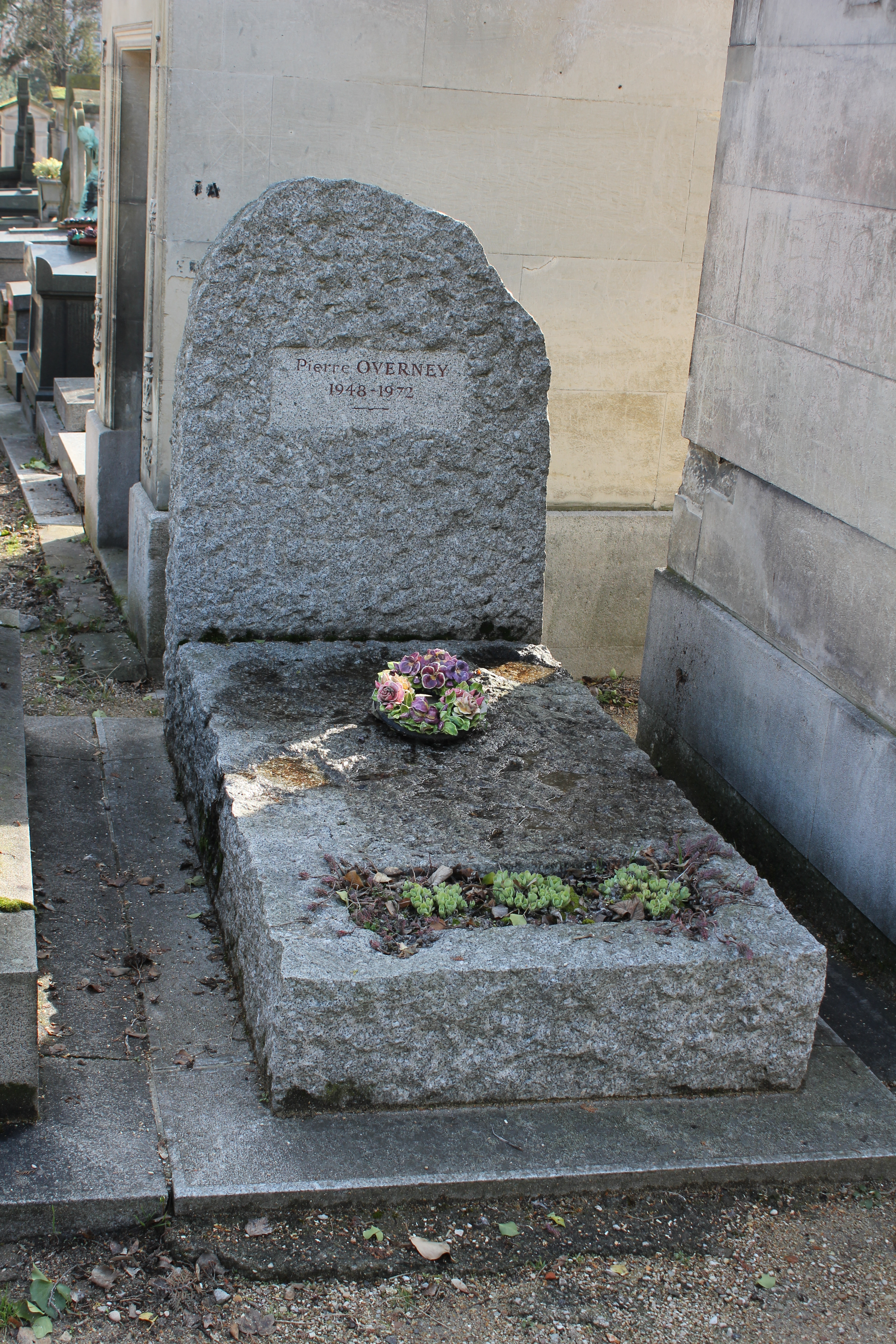
Grab auf dem Friedhof Père-Lachaise in Paris

Pierre Overney (* 1948; † 25. Februar 1972) war ein französischer Arbeiter und Maoist, der von der Renault-Werkspolizei in Billancourt erschossen wurde.

## Todesumstände
Etwa ein Jahr nachdem Pierre Overney von Renault entlassen wurde, verteilte er am 25. Februar am Ende der Morgenschicht auf der avenue Émile-Zola vor dem Billancourt-Werk mit einem Dutzend anderen Maoisten der Gauche prolétarienne Flugblätter für eine Demonstration zum Andenken des Massakers der Metrostation Charonne. Als die Maoisten, teilweise mit Stangen oder Knüppeln bewaffnet, ein paar Meter durch das Werktor traten, wurden sie von mehreren Werkspolizisten angehalten. 
Um 14:30 Uhr, ohne dass es vorher zu Gewalttätigkeiten kam und ohne unmittelbar bedroht zu sein, tötete der Chef der Werkpolizei, Jean-Antoine Tramoni, Overney mit einem Pistolenschuss in die Brust. Die Geschehnisse wurden von dem anwesenden Journalisten Claude-François Jullien des Nouvel Observateur dokumentiert und von Christophe Schimmel von der Agence de presse Libération (APL) fotografiert.
Overneys Grab befindet sich auf dem Friedhof Père-Lachaise (59. Division).

## Nachwirkungen
Overneys gewaltsamer Tod führte zu einer Demonstration von über 100.000 Menschen durch Paris. Zu weitergehenden politischen oder gesellschaftlichen Auswirkungen kam es nicht, da die im Renault-Werk vorherrschende Gewerkschaft CGT, die damals der auf einen parlamentarischen Erfolg hinarbeitenden Kommunistischen Partei Frankreichs nahe stand, sich den Protesten nicht anschloss. Diese Entwicklung wurde teilweise als ein sichtbarer Schlusspunkt der 68er-Bewegung rezipiert.
Jean-Antoine Tramoni, der Overney erschossen hatte, wurde am 23. März 1977 von der Terrororganisation Noyaux armés pour l’autonomie populaire (NAPAP) ermordet.
Am 17. November 1986 erschoss ein „Kommando Pierre Overney“ der Action Directe den Direktor der Renault-Werke Georges Besse vor dessen Haustür.